# Chthoneis brasiliensis
Chthoneis brasiliensis es un coleóptero de la familia Chrysomelidae.
Fue descrita científicamente en 1894 por Jacoby.